# 谢辉 (1909年)
谢辉（1909年—1968年6月25日），原名谢锡章，曾用名谢奇，字焕文，男，山东莒南人，中华人民共和国政治人物，曾任河北省人民委员会副省长。